# Брајде (Торино)
Брајде је насеље у Италији у округу Торино, региону Пијемонт.
Према процени из 2011. у насељу је живело 55 становника. Насеље се налази на надморској висини од 473 м.